# Гродзисько-Дольне
Гродзисько-Дольне (пол. Grodzisko Dolne) — село на , в Польщі, у гміні Гродзисько-Дольне Лежайського повіту Підкарпатського воєводства. 
Населення — 2274 особи (2011).

## Історія
Археологами знайдені сліди проживання людей за 12 тис. р. до н. е. Також у селі наявні рештки городища VI—V ст. до н. е., яке з трьох сторін було захищене ярами, а з четвертої — земляним валом.
У 1340—1772 рр. село входило до Перемишльської землі Руського воєводства. В 1613 р. отримало право на проведення двох ярмарків на рік. У 1664 р. затверджено статут цеху ткачів, до якого входив цехмістр і 40 майстрів. Їхні якісні сукно і тканини творили славу Городиська і суспільну активність жителів. У 1720 р. Городисько отримало статус міста.
У 1772—1918 рр. село у складі провінції Королівства Галичини і Володимирії Австрійської імперії. В 1831 р. в Городиську налічувались 2 греко-католики парафії Дубно Канчуцького деканату Перемишльської єпархії.
У 1919—1939 рр. — у складі Другої Речі Посполитої. 1 квітня 1930 р. до Гродзисько-Дольного приєднане Городисько Містечко (позбавлене прав міста в 1919 р. 1934 р. — село стало адміністративним центром об'єднаної сільської гміни Гродзисько-Дольне Ланьцутського повіту Львівського воєводства.
У 1939 р. в селі було 7 греко-католиків парафії Дубно Лежайського деканату Перемишльської єпархії.

## Демографія
Демографічна структура станом на 31 березня 2011 року:
|          | Загалом | Допрацездатний вік | Працездатний вік | Постпрацездатний вік |
| -------- | ------- | ------------------ | ---------------- | -------------------- |
| Чоловіки | 1168    | 260                | 774              | 134                  |
| Жінки    | 1106    | 219                | 652              | 235                  |
| Разом    | 2274    | 479                | 1426             | 369                  |